# 7796 Járacimrman
7796 Járacimrman eller 1996 BG är en asteroid i huvudbältet som upptäcktes den 16 januari 1996 av den tjeckiska astronomen Zdeněk Moravec vid Kleť-observatoriet. Den är uppkallad efter Jára Cimrman.
Asteroiden har en diameter på ungefär 11 kilometer och den tillhör asteroidgruppen Adeona.